# Generator Meissnera

Animowany schemat lampowego generatora Meissnera

Schemat tranzystorowego generatora Meissnera (z tranzystorem polowym)

Generator Meissnera – elektroniczny generator drgań typu LC, z pętlą dodatniego sprzężenia zwrotnego zrealizowaną za pomocą transformatora, zapewniającego przesunięcie fazy równe 180°, dzięki odpowiedniemu połączeniu uzwojeń. Obwód rezonansowy tworzy uzwojenie wtórne o indukcyjności {\displaystyle L} wraz z kondensatorem {\displaystyle C.} Częstotliwość drgań tego obwodu określa równanie: {\displaystyle f_{0}={\frac {1}{2\pi {\sqrt {LC}}}}.}
Układ został wynaleziony (w wersji lampowej) przez Alexandra Meissnera w 1913 roku.